# Torre pendente di Nev'jansk
La torre pendente di Nev'jansk è una torre del XVIII secolo che si trova nel centro di Nev'jansk, cittadina del circondario federale degli Urali situata circa 100 km a nord di Ekaterinburg. La torre è famosa per la sua pendenza ed è il simbolo di Nev'jansk, riportata anche sullo stemma della città.

## Storia
Non è noto il nome del progettista della torre, e non sono certi neanche gli anni esatti della sua costruzione: secondo alcune fonti l'edificio venne costruito tra il 1721 e il 1725 per volere dell'industriale Akinfij Nikitič Demidov (in russo Акинфий Никитич Демидов?), figlio di Nikita Demidov, il capostipite della dinastia Demidov. Secondo altre fonti i lavori si prolungarono fino al 1732 o addirittura fino al 1745.
La torre è stata recentemente ristrutturata e ospita un museo e una terrazza panoramica.

## Descrizione

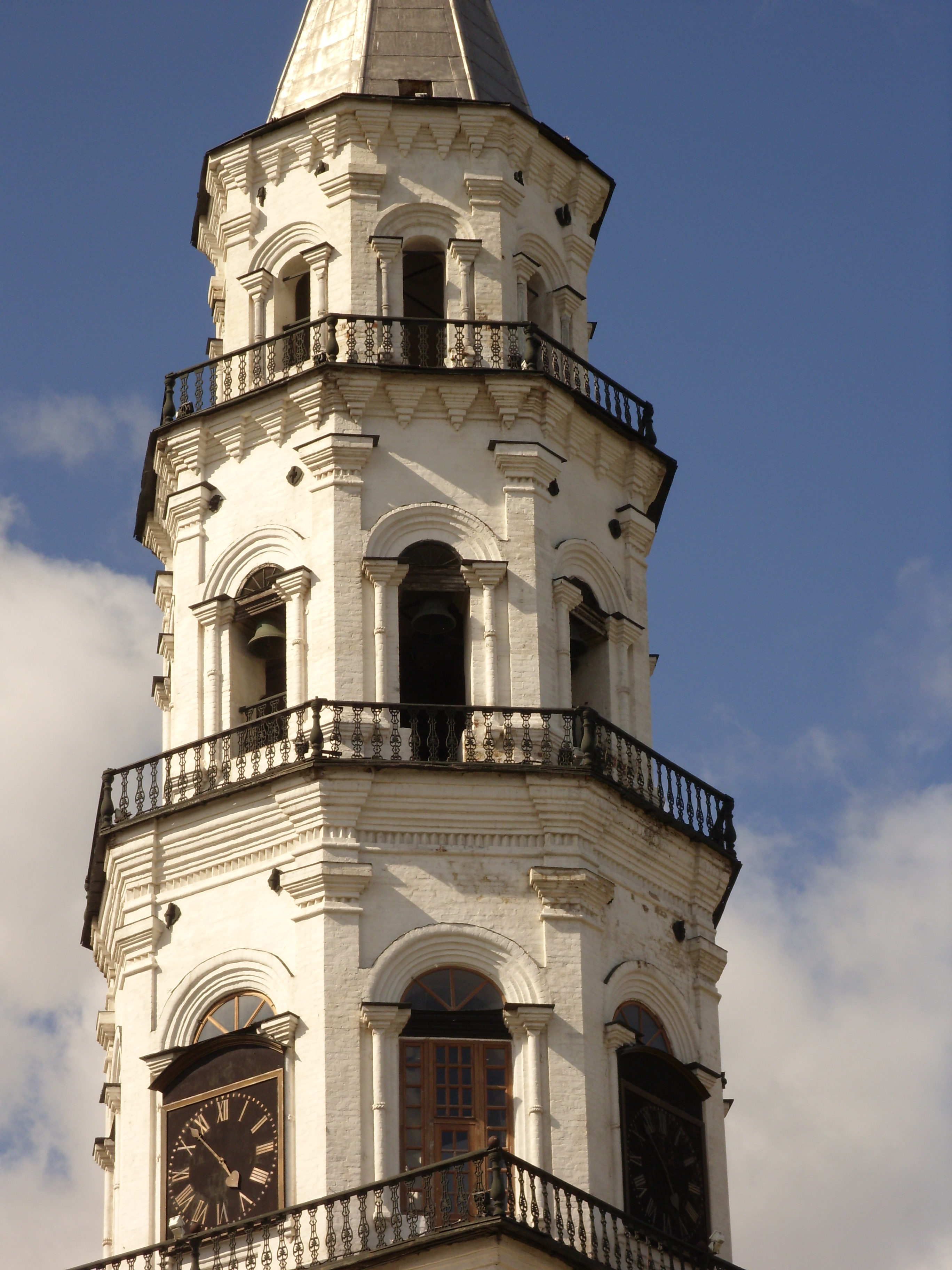
I tre piani superiori

La torre, costruita in mattoni, è alta complessivamente 57,5 metri e ha una base quadrangolare di 9,5 metri di lato. In corrispondenza della base lo spessore delle pareti è di circa due metri.
I primi due piani sono affiancati da un portico sormontato da un tetto a capanna sorretto da una particolare capriata in ferro battuto, con una luce di 9 metri e alta 7,5 metri.
La funzione della torre non è completamente chiara: oltre che come simbolo del potere della famiglia Demidov, la struttura è stata probabilmente utilizzata come torre dell'orologio e torre d'avvistamento. È possibile che il piano delle fondazioni fosse inoltre usato come prigione. Secondo le leggende il sotterraneo ospitava inoltre una fonderia per la produzione di monete false, ma non ci sono prove a supporto di questa diceria.
Secondo alcuni documenti Akinfij Demidov utilizzava il secondo piano come ufficio e cassaforte per conservare oro e documenti. Campioni di fuliggine prelevati durante i lavori di ristrutturazione fanno invece ipotizzare che il terzo piano ospitasse un laboratorio con una fornace per la lavorazione dei metalli, in particolare oro e argento.
Il quarto, quinto e sesto piano, a pianta quadrata, contengono solo le scale per i piani superiori. I tre piani superiori hanno pianta ottagonale e sono dotati di un ballatoio circondato da ringhiere in ghisa lavorata. Il settimo e l'ottavo piano ospitano un particolare orologio composto da tre quadranti e dieci campane di fabbricazione inglese in grado di suonare diverse melodie. Le campane riportano un'incisione in latino che testimonia la loro creazione da parte di Richard Phelps nel 1730. Sembra che Demidov abbia pagato 5 000 rubli per l'orologio, mentre tutto il resto della torre era costato 4 207 rubli. Il nono piano era probabilmente usato come punto di osservazione.
La torre termina con una guglia a forma di piramide ottagonale, in cima alla quale si trovano una banderuola segnavento in ghisa e una palla sempre in ghisa a forma di sole circondato da raggi con funzione di parafulmine, sistema sviluppato da Benjamin Franklin solo nel 1760. La sfera situata sulla sommità è in realtà una copia mentre l'originale, danneggiata dall'uso, è conservata nel museo all'interno della torre.
In corrispondenza della base la torre ha una pendenza di circa 3 gradi, che fa sì che in corrispondenza del settimo piano ci sia uno sbilanciamento di circa 2 metri. I piani superiori sono stati invece costruiti con una leggera contropendenza, e in corrispondenza della sommità la torre ha uno scostamento rispetto all'asse verticale di 1,85 metri.

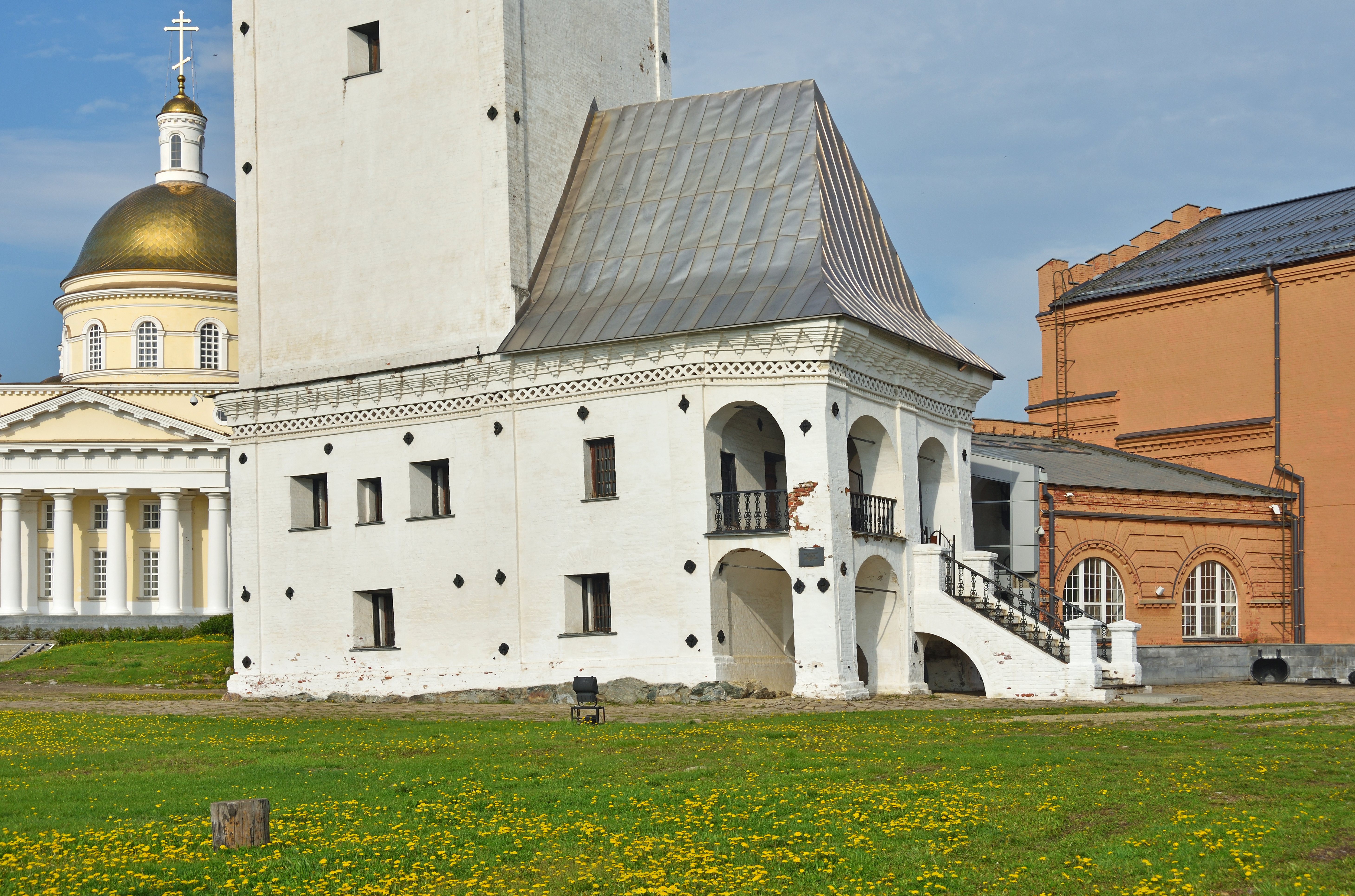
Il portico alla base della torre
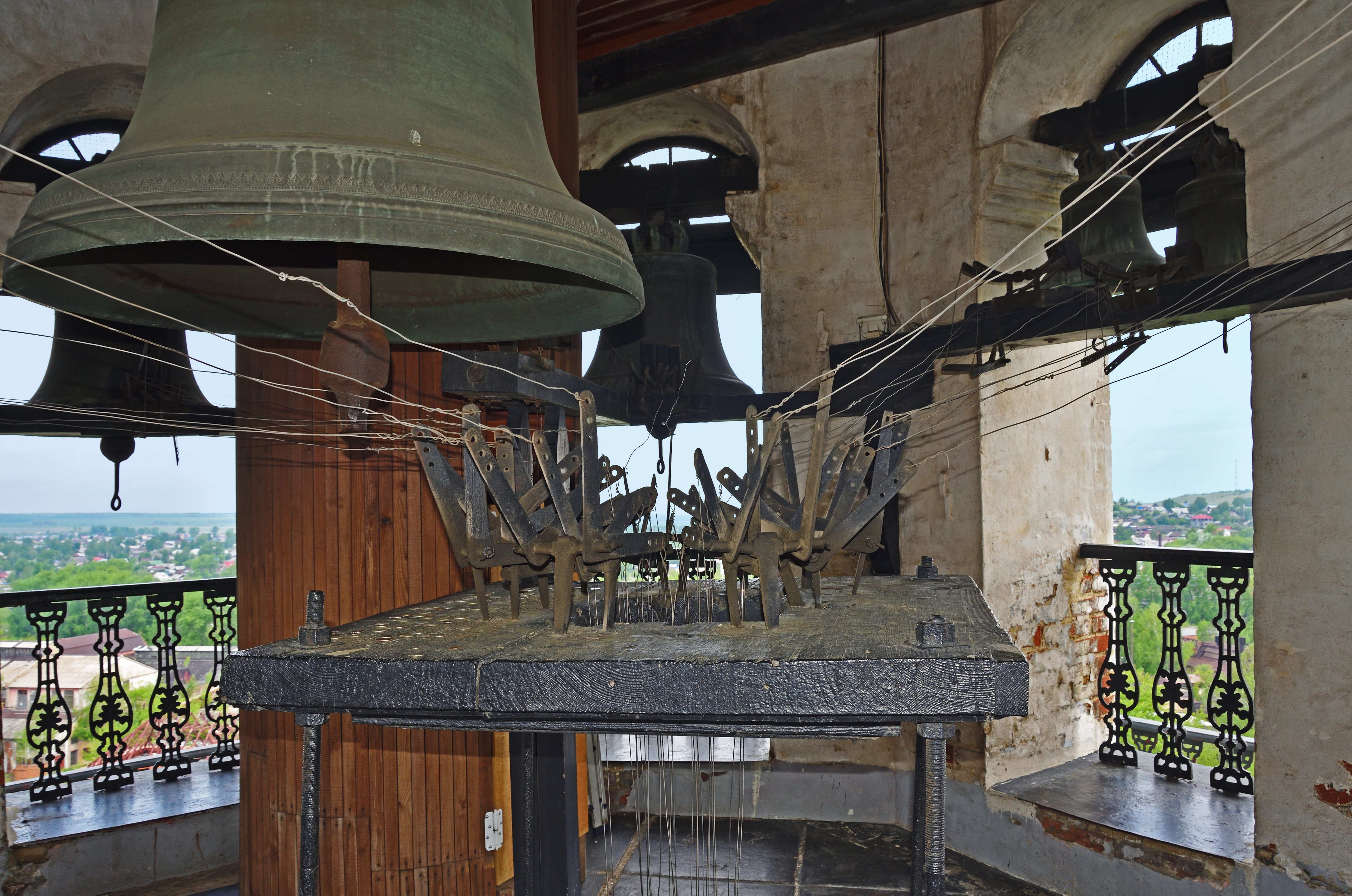
Dettaglio delle campane all'ottavo piano
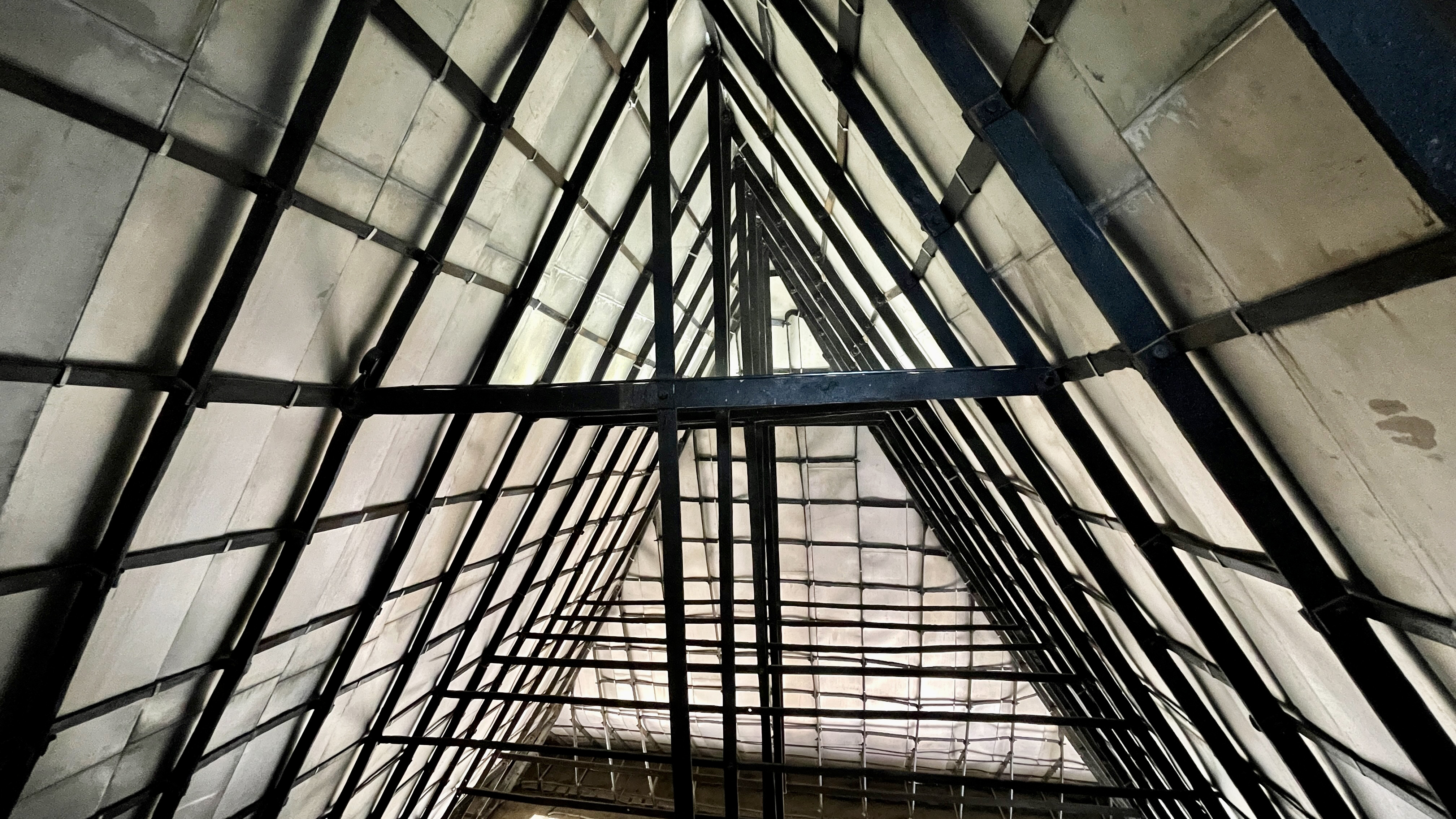
Particolare della capriata in ferro battuto della copertura del portico
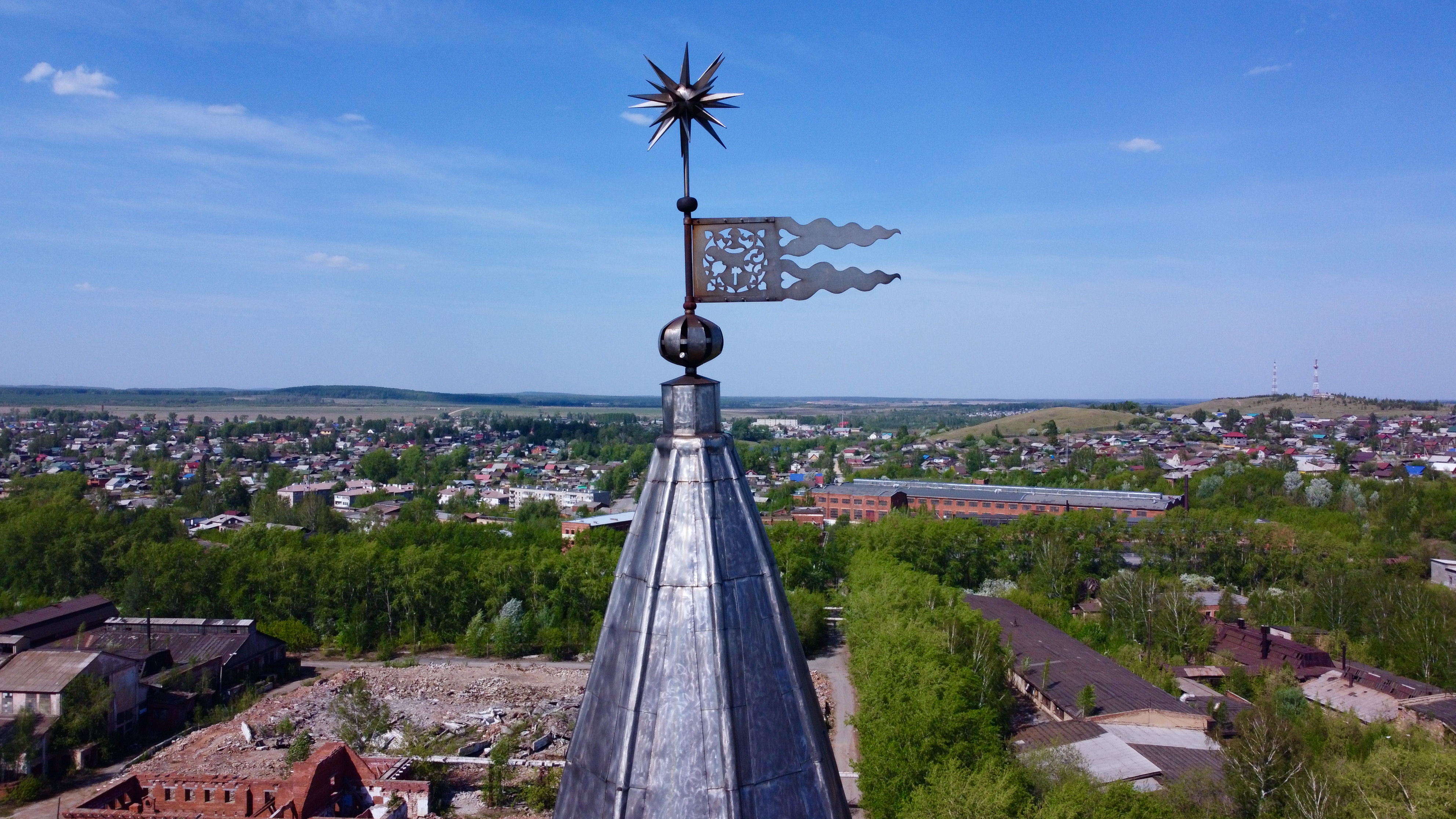
Particolare della banderuola segnavento e del parafulmine

## Leggende sull'origine della pendenza
Secondo una leggenda la torre venne volontariamente costruita in pendenza in modo che sporgesse verso sud ovest, in direzione di Tula, la città natale di Akinfij Demidov.

Un'altra leggenda racconta invece che, al termine dei lavori, Demidov salì in cima alla torre insieme all'architetto che l'aveva progettata. Qui gli domandò se sarebbe stato in grado di realizzare un'altra torre ancora più bella, e quando l'architetto rispose di sì Demidov lo spinse oltre la balaustra, facendolo precipitare al suolo, in modo che una nuova torre in grado di rivaleggiare con la sua non potesse mai essere costruita. Il giorno dopo gli abitanti della città notarono che la torre si era inclinata da un lato e che dell'acqua gocciolava dalle pareti, come se la torre stesse piangendo.
In realtà, analogamente a quanto è accaduto per la torre di Pisa, il suolo su cui poggia la torre, forse eroso dalle acque sotterranee, non ha resistito alla pressione causata dal peso della torre. A dimostrazione che il cedimento deve essere iniziato già durante la costruzione è il fatto che la pendenza è maggiore vicino alla base, mentre i piani superiori sono stati costruiti in leggera contropendenza.